# Onze-Lieve-Vrouw Visitatiekerk (Bellaire)

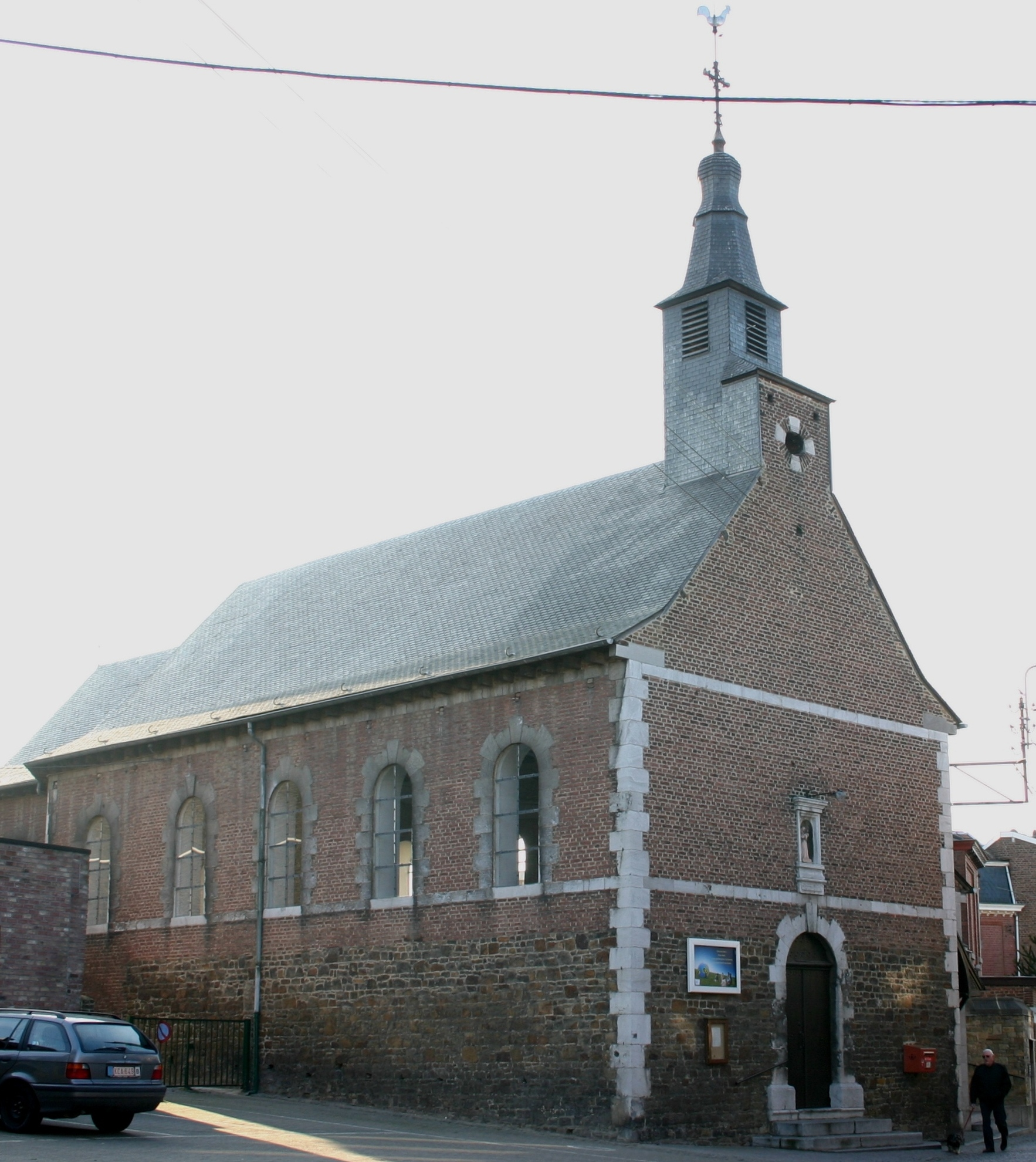
Onze-Lieve-Vrouw Visitatiekerk

De Onze-Lieve-Vrouw Visitatiekerk (Église Notre-Dame de la Visitation) is de parochiekerk van de tot de Belgische gemeente Beyne-Heusay behorende plaats Bellaire, gelegen aan de Rue de l'Église.

## Geschiedenis
Hoewel Bellaire einde 15e eeuw al een kapel bezat, was deze afhankelijk van de parochie van Jupille. De huidige in classicistische stijl opgetrokken kerk werd gebouwd op dezelfde plaats in 1726. De kerk is in baksteen gebouwd op een hoge plint van zandsteenblokken. Omlijstingen en hoekbanden zijn uitgevoerd in kalksteen.
De zaalkerk heeft een geheel met leien bedekte dakruiter, voorzien van een sierlijke spits. Boven het ingangsportaal bevindt zich een nis met daarin een Mariabeeld. De kerk bezit een piëta van omstreeks 1400 in gepolychromeerd hout.
Het interieur van de kerk werd in 1970 verwoest door een brand.